# Mariona Tena
Mariona Tena (Barcelona, 29 de octubre de 1983) es una actriz española conocida por sus papeles en Seis Hermanas, El nudo o Gran Reserva.

## Biografía
Nacida en Barcelona, mientras finalizó su licenciatura en Administración y Dirección de Empresas en Esade, compaginó su formación como actriz en el Estudio Nancy Tuñón - Jordi Oliver, complementándola con formación vocal y danza clásica y contemporánea en el Centro de Danza Karen Taft de Madrid. También se ha formado en Neighborhood Playhouse School of the Theatre en Nueva York.
En televisión, empieza trabajando con Jordi Évole en el programa de Salvados en la Sexta como "actriz infiltrada". Y desde entonces ha participado en varias  series de televisión, como Seis hermanas, Gran Reserva, Amar es para siempre y Gavilanes.
Su paso por la gran pantalla viene por su participación en las películas Diario de una ninfómana, H0us3 y Embrión (con la que obtuvo el premio a mejor actriz en el Kimera Film Festival 2009 de Italia) o el corto Iniquity de Oliver Goodrum, rodado en Londres.
En teatro participa como productora y actriz en el montaje de norway.today de Igor Bauersima, dirigidia por Álex Mañas, con funciones en Madrid y Barcelona. También participó en la adaptación del cómic, Amores Minúsculos, al teatro, con numerosas funciones en la capital, y Helsinki de David Barreiro, estrenada en los Teatros Luchana de Madrid.

## Filmografía

### Televisión
- Percepciones, como Alicia (2008)
- Salvados, actriz infiltrada. Programa de TV (2009)
- AD, como Shaima (2009)
- Ventdelplà, un episodio: Un motiu per lluitar (2010)
- Més dinamita, varios personajes (2010)
- Gavilanes, como Susana (2010-2011)
- Gran Reserva, como Mar Azpeitia (2013)
- Amar es para siempre, como Lucía "Luci" Martínez (2013-2014)
- Seis hermanas, como Blanca Silva (2015-2017)
- La caza. Monteperdido, como Doctora (2019)
- El nudo, como Joanna (2019-2020)
- Hanna (serie de televisión), (2020)

### Largometrajes
- Diario de una ninfómana, como Estefanía. Dir. Christian Molina (2008)
- Embrión, como Jenny. Dir. Gonzalo López (2008)
- H0us3, como Eva (2018)

### Cortometrajes
- Breve encuentro, Eric C. Peralta (2007)
- Munchausen, Toño Chouza (2008)
- La despedida, Sergi Vizcaíno (2008)
- De l'amore, Toño Chouza (2009)
- La casa de cristal, Olaya Pazos (2020)
- Iniquity, Oliver Goodrum (2021)

### Teatro
- I'm gonna keep my babe, de Julio León Rocha. Dir. Julio León Rocha y Juan Pérez Román (2012-2013)
- La noche de las flores, serie teatral de Teatro a Pelo Madrid en Slowtrack (2013)
- Norway.today, de Igor Bauersima. Dir. Álex Mañas (2013-2014)
- Amores minúsculos, como Eva. Dir. Iñaki Nieto (2014-2017)

## Premios y nominaciones
- Premio a mejor actriz en el Kimera Film Festival por la película Embrión (2009)